# Montezumina lamicerca
Montezumina lamicerca är en insektsart som beskrevs av Nickle 1984. Montezumina lamicerca ingår i släktet Montezumina och familjen vårtbitare. Inga underarter finns listade i Catalogue of Life.